# 李宅熙
李 宅熙（イ・テキ、朝鮮語: 이택희、1934年1月1日 - 2017年5月22日）は、大韓民国の政治学者、政治家。第8・10・12代韓国国会議員。本貫は慶州李氏。
1980〜90年代には金泳三と対立関係にあり、民主化以降は2度も投獄を経験した。

## 経歴
日本統治時代の忠清北道中原郡（現・忠州市）出身。父親は儒学者で、柳麟錫の弟子であった。忠州中学校、忠州高等学校、ソウル大学校文理科大学政治学科、同大学院政治学科修士課程修了。檀国大政治学講師を務めた後、新韓党創設組織責任者、忠州中原地区党委員長、忠清北道党副委員長、中央常務委員兼政策審議委員、新民党創設組織責任者、忠州中原地区党委員長、大統領選挙対策本部忠清北道支部副委員長、中央政策審議委員、中央党総務部局長、中央党組織部局長を歴任した。第8代総選挙では新民党の公認で立候補して初当選し、第8代国会議員在任中に内務委員、予決委員を務めた。その後は同党忠清北道道党委員長、地方自治推進委員会忠清北道支部委員長、初代忠清北道支部連絡室長、中央政治訓練院副院長、中央政策研究室長、忠州・中原・堤川・丹陽地区党委員長、院内首席副総務、党紀委員長、政務委員などを務めた。
1980年代初には新軍部による拷問と政治規制を受け、しばらくは政界を離れた。1984年の政治規制解禁後、第12代総選挙で三選され、新韓民主党政策議長を務めた。李は軍部による独裁政治の終焉を予感する一方、同時代に頭角をあらわした両金のやり方を「ギャング政治」として拒絶し、1986年9月に同党の李宅敦、朴漢相、朴海充と共に主流系の両金に対抗する非主流系の「正風会」を組織した。党内対立が深まると、1987年4月に両金系は大挙離党し、統一民主党の結成を宣言したが、その創党過程には正体不明のチンピラによる統一民主党創党妨害事件（別名「ヨンパリ事件」）が発生し、李はその黒幕の一角だと指摘され、1988年9月以降に検挙され、懲役2年の実刑を受けた。出所後は政界を離れ、慶州李氏宗親会長を務めたが、宗中資金を横領した疑いで起訴され、また2年間の監獄生活を過ごした。再び出所後は隠居生活を送り、約10年間の喉頭がんとの闘病の末、2017年に84歳で死去した。

## 著書
- 大同政治
- 大東政治思想